# Fenor
Fenor je bivša tvornica opruga u Novoj Rači u Bjelovarsko-bilogorskoj županiji. Nekada je bila najznačajnija tvornica opruga u bivšoj Jugoslaviji s više od 550 zaposlenih.
Puni naziv poduzeća bio je „Tvornica opruga Fenor Nova Rača” (skraćenica od FEderana i NOva Rača). Osnivač i idejni tvorac Fenora bio je Slavko Šantalab, upravitelj Opće poljoprivredne zadruge. Proizvodnja je počela 1961. godine. U početku je Fenor imao sedam zaposlenih, a među njima je bila i jedna žena. Iz tog malog pogona, nastala je s vremenom najznačajnija tvornica opruga u bivšoj Jugoslaviji. Radnici su sami dobrovoljnim radom radili prve dvije hale (kasnije ih je imala sedam). U Fenoru je od 1975. godine radio i Stanislav Pavlić, prof. povijesti, koji je zbog „Hrvatskog proljeća” ostao bez posla, a kasnije je 1991. godine postao prvi gradonačelnik Bjelovara u samostalnoj Hrvatskoj.
Fenor je izrađivao širok asortiman opruga među kojima su bile: spiralne, lisnate, tanjuraste i specijalne opruge te opruge za željezničke vagone. Bila je suradnja s tvornicama Iskra Kranj i Zastava Kragujevac, a osim u automobile Zastave, opruge iz Fenora ugrađivale su se i u druge marke automobila te u širok raspon strojeva i raznih vozila.
Nakon raspada bivše Jugoslavije i promjena na tržištu, Fenor je propadao, dok se nije posve zatvorio. Općina Nova Rača kupila je šest proizvodnih hala i upravnu zgradu 2019. godine, kako bi na tom mjestu otvorila novu poslovnu zonu.